# Sindicat de Treballadors Luxemburguesos Lliures
El Sindicat de Treballadors Luxemburguesos Lliures (STLL) (luxemburguès: Freie Lëtzebuerger Arbechterverband, FLA) fou una central sindical nacional a Luxemburg, activa entre el 1945 i el 1965.

## Història
El STLL va ser fundat el 1945, després d'una escissió al Lëtzebuerger Arbechterverband (LAV). Els fundadors del STLL es van rebel·lar contra l'actitud anticomunista dels dirigents del LAV.

### Vincles comunistes
Diversos líders del STLL eren també membres del Comitè central del Partit Comunista de Luxemburg, incloent el seu president Nic Momper i el secretari general Jos Grandgenet. Els opositors del STLL van acusar de ser un front comunista. El LAV va acusar el STLL d'haver estat una idea ordida pel líder comunista Dominique Urbany. El Sindicat de Treballadors Luxemburguesos Lliures estava afiliat a la Federació Sindical Mundial.

## Inici de la Guerra Freda
En el moment de la seva fundació, el STLL tenia al voltant de 10.000 membres. A partir de 1946, era el centre més gran entre els sindicats de treballadors obrers. Va ser el sindicat majoritari a les indústries del metall i mines -amb l'excepció de les mines a Dudelange, que el LAV va conservar la seva majoria -. Tanmateix, va començar a declinar amb l'inici de la Guerra Freda. Un factor important que va contribuir a aquest desenvolupament va ser l'exclusió del STLL de les negociacions col·lectives, una política sostinguda pels empresaris de Luxemburg, així com els competidors sindicals -el LAV i el LCGB-. Tanmateix va ser capaç de mantenir un equilibri a les petites indústries i mitjanes empreses a les zones rurals del país durant algun temps.
A la dècada de 1950 a les eleccions a la Cambra del Treball, es va quedar darrere del LAV i de la Federació de Sindicats Cristians Luxemburguesos (LCGB).

### Fase posterior i dissolució
El 1958 el STLL, juntament amb altres tres centres afiliats a la Federació Sindical Mundial a Europa Occidental (CGT, CGIL, EVC) van establir un Comitè d'Acció del Mercat Comú.
El 1965 el STLL es va dissoldre, tenint en aquell moment al voltant de 1.500 membres. La majoria d'ells es van unir al sindicat LAV.